# Ina Großmann
Ina Großmann (født 21. august 1990 i Holzgerlingen, Tyskland) er en tysk håndboldspiller, der spiller i Thüringer HC og Tysklands kvindehåndboldlandshold.